# Erebus albicans
Erebus albicans är en fjärilsart som beskrevs av Walter Karl Johann Roepke 1935. Erebus albicans ingår i släktet Erebus och familjen nattflyn. Inga underarter finns listade i Catalogue of Life.